# シネマデプト友楽
シネマデプト友楽（シネマデプトゆうらく）は、かつて奈良県奈良市角振町にあった映画館。
三条通り沿いにあり、本館とEASTの2つの建物からなっていた。地元興行会社である谷井興業株式会社（後に株式会社友楽と改称）が運営していた。本項では同劇場と前身となった各劇場について記述する。

## 歴史
1990年にそれまで運営していた4劇場を解体、新築する形で5スクリーンのシネマコンプレックス形式の映画館として本館が開館した。当時シネマコンプレックスと言う言葉が現在ほど普及していたなったため、映画のデパートの意味でシネマデプトと名付けられた。落成披露では当時の奈良県知事である上田繁潔や奈良市長の西田栄三などが駆けつけている。テレビやレンタルビデオの普及で苦境に立たされていたが、劇場の受け入れ態勢が整えれば観客は増えるはずと考え方のもと映画館の建て替えを実行。改装後は自動化などで経費を3割カット、売上は4割増となった。
シネマコンプレックスの形態が一般的になった1996年には5スクリーンでは作品数に対応できなくなり増館。小西さくら通りを挟んで100メートル程度離れた場所にシネマデプト友楽EASTを建設した。3スクリーンで隣接するゲームセンターと一体となったアミューズメント施設とした。
社長の谷井勇夫と奈良県出身の映画監督である河瀬直美は親交があり、河瀬が主宰する映像制作集団「組画」が中心となって1997年5月から同劇場でミニシアター系の邦画を上映するなどの取り組みを行なっていた。上映作品には『Focus』、『Helpless』などがある。河瀬が監督する『萌の朱雀』や『杣人物語』も同年10月に同劇場で上映されている。また、同じく奈良県出身の映画監督井筒和幸は『ゲロッパ!』の舞台挨拶で訪れ、学生時代に授業をサボって同劇場でよく映画を見たと述べている。
2005年に本館がデザイナーズシネコンとしてリニューアル。バリアフリーに配慮し年配層にも受け入れられつつも、上質でスタイリッシュなデザインとなるよう改装された。以降、おすすめの映画館などのランキングに度々顔を出すようになる。
しかし、2000年以降に郊外に増えた競合館の影響で動員が伸び悩んだ上、運営会社社長が胃がんを患ったことが重なり2010年1月31日をもって閉館することとなった。さよなら興行として『ローマの休日』などを上映。過去の上映作品のポスターなどが無料で配布された。この閉館により、都道府県庁所在地にも関わらず奈良市は映画館が無い状況となった。同館の映写設備は河瀬が理事長を務めるなら国際映画祭実行委員会に同年6月23日寄贈された。

## 沿革

### 前身となった劇場

#### 奈良ニュース映画館
奈良ニュース映画館は前身となった劇場のうち最も古く1942年開館である。家族が出征した地元住民から戦地での姿を観たいとの要望が上がり、創業者の谷井友三郎がそれに応える形でニュース映画館として開業した。戦時体制下で興行が紅白二系統化されると白系封切劇場となり奈良映画劇場と改称。戦後はニュース上映も復活し、洋画の上映も行ったが後述する友楽洋画劇場が開館するとそちらに洋画ロードショウ劇場の座を譲った。1956年に奈良東映と改称して以降は主として東映系作品の上映を行なっていた。シネマデプト友楽建設のため1989年閉館、解体された。
- 1942年3月1日 - 奈良ニュース映画館開館[12] 。こけら落としは『大東亜戦争撃滅戦記』、『暁の進発』、『日本ニュース』の3本立て[23]。
- 1944年4月8日 - 封切劇場への転換に備え、奈良映画劇場（奈良映劇）に改称する[24][25]。
- 1944年4月13日 - 白系封切劇場となる[24][25]。
- 1946年1月3日 - 洋画上映の開始[26]。
- 1946年3月28日 - ニュース映画にユナイトニュースが加わる[27]。
- 1956年12月28日 - 奈良東映に改称する[28][29]。
- 1989年4月7日 - 奈良東映が閉館[30][31]。
- 1989年9月 - 跡地にシネマデプト友楽（当初は友楽シネマプラザの仮称[32]）の建設が始まる[33]。

#### 友楽座・友楽スカラ座
友楽座は廃業した旅館の跡地に建てられた木造モルタル2階建ての劇場である。主として舞台上演を中心とした興行を行なっていたが、1950年代後半から映画上映が取って代わり、末期には成人映画の上映館になった。友楽スカラ座の開館に合わせ閉館し跡地は三栄相互銀行（後の奈良銀行）に売却する予定だったが、1969年12月14日未明に電気器具の加熱が原因と見られる火災が発生。全焼し、そのまま閉館した。跡地は予定通り三栄相互銀行に売却され、後に奈良銀行本店となった。現在は大和ハウス工業によるマンション建設予定地となっている。
友楽スカラ座は後述する友楽会館の西側に隣接する友楽観光ビル3階に存在した洋画ロードショウ劇場。1970年、万博による観光客誘致に奈良市内の観光業が湧く中、観光客向けレジャー施設として同ビルが建てられた。そのため、名店街やビアガーデンなども入居している。施工は奥村組、映写設備は日本ジーベックスによる。再開発のため1990年に閉館。跡地はEASTに隣接するゲームセンターとなった。
- 1946年10月24日[注釈 3] - 友楽座開館。こけら落としは『わが青春に悔なし』[39]。当初は舞台上演が主であった。
- 1947年3月24日 - 第1回「ミス奈良」選考会が行われる[40]。
- 1950年代後半 - 映画上映中心の編成になる。
- 1960年代 - ポルノ映画の上映が中心になる。
- 1969年12月14日 - 火災により全焼し閉館する[34]。
- 1970年3月8日 - 友楽スカラ座が開館する。こけら落としは『ウエスタン』[41][37]。
- 1990年10月31日 - 友楽観光ビル再開発のため、友楽スカラ座が閉館[38]。

#### 友楽会館

友楽会館の開場番組だった『聖衣』（監督ヘンリー・コスター・1953年制作）

友楽会館は1954年に建てられた。施工は清水建設、映写設備は日本音響精器による。総工費は当時の金額で約1億円。落成式には当時の奈良県知事である奥田良三や奈良市長の高椋正次などが駆けつけている。映画だけでなく舞台上演も可能な友楽大劇場、当時まだ珍しかったシネマスコープ上映が可能な友楽洋画劇場、日本交通公社、美容室などを擁した。後に友楽スカラ座に洋画ロードショウ劇場の座を譲り友楽洋画劇場は友楽映劇と改称。老朽化のため1990年に閉館した。跡地はシネマデプト友楽EASTとなった。
- 1954年12月15日 - 友楽大劇場（友楽大劇）、友楽洋画劇場（友楽洋劇）を擁する友楽会館が完成[16][40]。こけら落としはそれぞれ長谷川一夫が演じる『鏡獅子』および『聖衣』。既存の奈良映劇、友楽座と合わせ4館体制となる[44][45]。
- 1971年7月1日 - 友楽洋劇を友楽映劇と改称する。
- 1990年10月31日 - 友楽会館の老朽化のため、友楽大劇、友楽映劇を閉館[38]。

### シネマデプト友楽
- 1990年12月15日 - 近畿初の複合映画ビルとしてシネマデプト友楽が開館[2]。友楽大劇、友楽映劇、友楽スカラ座、奈良東映の後継となる。
- 1996年12月14日 - 友楽会館跡地に友楽が同年6月から建設していたシネマデプト友楽EASTが開館[5][46]。
- 2005年6月25日 - 本館がデザイナーズシネコンとしてリニューアルオープン。
- 2010年1月31日 - 競合館の増加、谷井勇夫友楽社長の胃がん発症などにより閉館[12]。

## 設備
| 施設 | 所在地                    | 現況                                                                           |
| ---- | ------------------------- | ------------------------------------------------------------------------------ |
| 本館 | 奈良県奈良市角振町6-1     | 奈良フコク生命ビル（2014年10月8日竣工）                                        |
| EAST | 奈良県奈良市角振新屋町1-1 | マンション「ファインフラッツ奈良町三条」 （京阪電鉄不動産所有。2013年9月竣工） |

本館は新建築都市研究所の設計、清水建設の施工、映写設備はジーベックスによる鉄筋5階建て。後年のシネマコンプレックスは1フロアにスタジアムシートの劇場を全て配置することが多いが、敷地面積の制約から複数のフロアにスロープ式の劇場を1～2スクリーン配置する構造となっていた。総工費は約15億円。当初は春日大社の藤をイメージした藤色の外観で、各劇場は青、赤、黄色などの単色でまとめられていた。スピーカーは埋め込み式でJBL製、映写機はイタリアのシネメカニカ社製全自動映写機を使用していた。
2005年に総工費は3億円をかけ、道下浩樹デザイン事務所の設計でリニューアルされた。平城京の地図を模した格子が多用されるデザインとなった。外観は格子状のアルミニウムとなり、1階店舗部分も木目の格子で仕上げられた。劇場内も壁面は落ち着いた色彩のカーテンとなり、座席は特注の布を使用したハイパックシートに変わった。
EASTは2階の1フロアに3スクリーン配置する構造となっていた。当時としては標準となりつつあったカップホルダーやデジタルサラウンドを開館当初から配備していた。閉館時の設備を下記に示す。
| 劇場    | フロア       | 座席数 | 設備     |
| ------- | ------------ | ------ | -------- |
| シネマ1 | 本館 地下2階 | 120    | SRD、DTS |
| シネマ2 | 本館 地下2階 | 119    | SRD、DTS |
| シネマ3 | 本館 2階     | 115    | SRD、DTS |
| シネマ4 | 本館 2階     | 118    | SRD、DTS |
| シネマ5 | 本館 4階     | 244    | SRD、DTS |
| シネマ6 | EAST 2階     | 118    | SRD、DTS |
| シネマ7 | EAST 2階     | 200    | SRD、DTS |
| シネマ8 | EAST 2階     | 108    | SRD、DTS |